# Halone nephobola
Halone nephobola är en fjärilsart som beskrevs av Turner 1944. Halone nephobola ingår i släktet Halone och familjen björnspinnare. Inga underarter finns listade i Catalogue of Life.